# Gabriela Mistral
Gabriela Mistral, eg. Lucila de María del Perpetuo Socorro Godoy Alcayaga, född 7 april 1889 i Vicuña, Coquimbo, Chile, död 10 januari 1957 i Hempstead i Nassau County på Long Island, New York, USA, var en chilensk pedagog och författare. Hon fick nobelpriset i litteratur 1945 som den första personen och hittills enda kvinnan från Sydamerika.

## Biografi

### Barndom och uppväxt
Gabriela Mistral var dotter till en skollärare, Juan Geronimo Godoy Villanueva, och en sömmerska, Petronila Alcayaga. Mistral ansågs som barn sakna studieanlag, men redan i 15-årsåldern började hon själv verka som lärare i hemtrakten. Fadern lämnade familjen tidigt, kvar fanns modern och  halvsystern Emelina Molina. 
17 år gammal förälskade sig Gabriela Mistral i järnvägsarbetaren Romeo Ureta. Efter tre år tog Ureta sitt liv, vilket satte spår i Gabriela Mistrals hela liv och diktning.

### Samhällsengagemang
Familjen levde under enkla förhållanden. Mistral blev bylärare i Patagonien och tjänstgjorde därefter på många olika orter i Chile, och blev senare läroverkslärare i Santiago. Gabriela Mistral reste en hel del i andra länder, bland annat till Brasilien, Spanien och USA. Hon hade också ett antal uppdrag som representant för den chilenska staten vid olika kongresser.  
1922 tillfrågades hon, och tackade ja till, att arbeta fram en ny skolreform i Mexiko. Den mexikanska revolutionen 1910–1920 var då över. 1923 när hon bodde i Mexiko var hon ansvarig för den kvinnliga undervisningen och gav ut Lecturas para mujeres, som var ägnat åt kvinnlig uppfostran. Den blev mycket populär och spreds i flera länder. I förordet nämnde hon Selma Lagerlöf som aktivt arbetade för kvinnliga författare i världen. I Mexiko umgicks hon med flera intellektuella personer, bland annat konstnären Frida Kahlo och hennes man Diego Rivera.
1946 fick hon av FN uppdraget att skapa en världsomfattande fond för barn i fattiga länder, det som senare blev Unicef. Gabriela Mistral hade själv inga barn, men förhållandet mellan mor och barn var genomgående i hennes diktning. Hon sa själv när hon fick vetskap om nobelpriset "Kanske var det för att jag var kvinnornas och barnens kandidat". Redan 1928 hade hon i tidskriften Amauta publicerat de åtta Barnens rättigheter. Till rättigheterna hörde bland annat "Rätt till full hälsa, styrka och glädje".
Hon var också chilensk konsul i flera länder i Europa från 1932 och fram till sin död. 

### Författarskap
Lucila Godoy Alcayagas första verk 1914 var en diktsamling Los sonetos de la muerte,  "Dödens sonetter", som hon utgav under pseudonymen Gabriela Mistral. Med denna diktsamling vann hon en lyriktävling i Santiago. Samlingen var skriven till minne av Romeo Ureta.   
Ternura, hennes andra diktsamling från 1924, innehåller så kallade rondas som sjungs när barn i Latinamerika dansar ringdans. Den svenske poeten Hjalmar Gullberg har översatt och tolkat hennes dikter till svenska. Han kallar henne ”det ställföreträdande moderskapets diktarinna”, vilket också kan sägas visa sig i hennes många vaggvisor, barnrim och sånglekar. Själv tog hon bestämt avstånd från denna bild som moderskapets madonna. Hon intresserade sig för ockultism, orientalism och teosofi. Gabriela Mistral var också anhängare av den befrielseteologi som uppstått under 1960-talet i Latinamerika och Afrika, vilket fick som följd att hon motarbetades av den katolska kyrkan. I hennes diktning märks en preferens för ord som skildrar extrem fysisk smärta samt motiv som har med livets omedelbarhet att göra, så till exempel ett barns värnlöshet eller passionen för en man.
Gabriela Mistral skrev omkring 800 essäer som publicerades i tidskrifter och dagstidningar. Hon var också en mycket uppskattad talare och framträdde som sådan även i radio.  
Namnet, Gabriela Mistral, tog hon från sina två favoritpoeter, italienaren Gabriele D'Annunzio och fransmannen Frédéric Mistral. 
Gabriela Mistral kom tidigt att anses som den mest framstående diktaren i hela Sydamerika och hon erhöll många hedersbetygelser från skilda länder, däribland nobelpriset 1945. Turerna kring hennes nobelpris var många inom Svenska Akademien. Hennes namn figurerade som kandidat under flera år men ledamöterna var inte överens, och en tilltänkt pristagare, Paul Valéry, avled 1945. 1940–1943 delades inget nobelpris ut på grund av andra världskriget. När Gabriela Mistral fick priset var det bland annat efter att Svenska Akademien under flera år fått intensiva propåer från hela Latinamerika och den tidigare avlidne författarkollegan Paul Valéry.  När Gabriela Mistral anlände till Stockholm för att ta emot nobelpriset hade hon alldeles före sin avresa drabbats av en stor sorg. Under åren som konsul i Chile hade hon tagit hand om och beskyddat en ung pojke, som nu hade tagit sitt liv.
Under sitt Sverigebesök träffade Gabriela Mistral ett flertal kända svenska kvinnor däribland Elin Wägner och Barbro Alving. De tillbringade nyåret på Mårbacka i sällskap med andra debattintresserade kvinnor.

### Sista levnadsår
Mot slutet av sitt liv återvände Mistral till Vicuña, sin födelseby. Barn och unga i Montegrande har Mistral att tacka för sin skolgång, då Mistral bestämt att alla inkomster från hennes litterära produktion i Sydamerika skulle gå till barnen där.
1953 flyttade Gabriela Mistral till Roslyn, Hampstead, för att leva med sin vän och redaktör Doris Dana. De hade lärt känna varandra under Gabriela Mistrals tidigare vistelse i USA och hade även levt tillsammans i både Mexiko och Italien. När Gabriela Mistral avlidit blev Doris Dana arvtagare till hennes efterlämnade papper samt förvaltare till hennes egendom. Mistral är begravd i Montegrande, inte långt från Vicuña.

## Eftermäle
Doris Dana ägnade många år åt att ordna Gabriella Mistrals papper och opublicerade verk. Åtskilliga mikrofilmades och placerades i Library of Congress, medan majoriteten av dem  finns arkiverade i Chiles nationalbibliotek, Biblioteca Nacional de Chile. 1971 publicerade Dana en tvåspråkig utgåva av Mistrals dikter med titeln Selected Poems of Gabriela Mistral, illustrerad av Antonio Frasconi. De båda fortsatte sitt samarbete och gav senare ut två barnböcker baserade på Mistrals berättelser.  
När Dana avled 2006 övergick Gabriella Mistrals kvarlåtenskap till ett syskonbarn som donerade detta till La Dirección de Bibliotecas, Archivos y Museos, DIBAM i Santiago. 
2007 bildades också The Gabriela Mistral Foundation i  New York  med uppgift att verka för bevarandet av hennes arv och arbete med utbildning av de fattiga i Chile. Gabriela Mistrals popularitet i sitt hemland ger avtryck i så gott som alla chilenska städer. I de flesta av dessa finns  en gata, ett museum eller en annan institution uppkallad efter henne.
Nedslagskratern Mistral på planeten Merkurius är uppkallad efter henne.

### Verk på svenska
Dikten Vaggsång ur samlingen Ternura  finns tonsatt av bland annat Stefan Forssén och Maj Valentin.
- 1945 – Dikter i tolkning (av Hjalmar Gullberg)
- 1949 – Den heliga vägen (övers. Hjalmar Gullberg)
- 1945 – "Till det judiska folket" (i tolkning av Hjalmar Gullberg) ingår i Judisk tidskrift  (18) s. 365-366

## Priser och utmärkelser
- 1914 - Pristagare i lyriktävlingen Juegos Florales, Sonetos de la Muerte
- 1945 - Nobelpriset i litteratur
- 1946 - Hedersdoktor vid Mills College, Oakland, California.
- 1951 - Premio Nacional de Literatura